# Iota de la Màquina Pneumàtica
Iota de la Màquina Pneumàtica (ι Antliae) és una estrella de la constel·lació de la Màquina Pneumàtica. És una estrella gegant taronja del tipus K de la magnitud +4,60. Està aproximadament a 199 anys llum de la Terra.